# Faruq-moskee (Khartoem)
De Faruq-moskee is de op één na grootste moskee in de Soedanese hoofdstad Khartoem.
Ze is gelegen in het commerciële centrum van Khartoem, op de kruising van de al-Gamhouria-straat en de al-Hurriya-straat, ongeveer 600 meter ten noordoosten van de Grote Moskee van Khartoem.
De oprichting van de moskee wordt toegeschreven aan de islamitische geleerde Ahmed bin Ali Aon bin Amer (1600–1691), die vanuit zijn huis op het eiland Tuti naar het vasteland ten zuiden van de Nijl zou zijn gereisd. De eerste nederzetting van wat later de stad zou worden, werd gebouwd op de plaats van de moskee.
In 1829 werd de moskee uitgebreid door Khurshid Pasha. Het huidige gebouw werd in 1947 herbouwd door koning Faroek van Egypte en kreeg zijn naam van hem.